# إضافة (فارسية)
تفيد الإضافة (بالفارسية: نقش‌نمای اضافه) في اللغة الفارسية، كما في سائر اللغات الإيرانية، إيقاع نسبة بين لفظين، بأن يُكسر أولهما كسرة إضافة (بالفارسية: کسرهٔ اضافه)، بعكس العربية التي يُكسر فيها الثاني، أي المضاف إليه.